# 321405 Ingehorst
321405 Ingehorst este o planetă minoră (asteroid) din centura de asteroizi. A fost descoperită pe 16 august 2009 la  de Rainer Kling⁠(d). 
Obiectul prezintă o orbită caracterizată de o semiaxă mare de 3,1823542001335 UAi, o excentricitate de 0,23, o înclinație de 16,2 ° în raport cu ecliptica.